# Пунаауйя
Пунаауйя (фр. Punaauia) ― коммуна в пригороде Папеэте во Французской Полинезии, заморской территории Франции в Тихом океане. Пунаауйя расположена на острове Таити, в административном подразделении Наветренных островов. В конце 1890-х годов французский художник Поль Гоген жил в коммуне. Здесь он написал свою знаменитую картину, Откуда мы пришли? Кто мы? Куда мы идём?. Пунаауйя граничит с коммунами Фаа на севере и Паэа на юге.

## История
Как и многие другие коммуны и острова Французской Полинезии, этот район был впервые заселен ранними полинезийцами из Азии около 1000 лет назад. Эти люди уже поселились на Маркизских островах, а затем отправились в своих морских каноэ на Острова Общества. Они питались рыбой и фруктами из Таити. Большинство ранних полинезийцев строили дома на пляже. Позже они стали строить их по-дальше из-за прилива.
Капитан Джеймс Кук отправился в экспедицию с исследователем Сэмюэлем Уоллисом, чтобы нанести на карту тихоокеанские острова в 1770 году. Позже Джеймс Кук уехал в Австралию. Чарльз Дарвин прибыл на Острова Общества в 1800-х годах из западной части Тихого океана. В конце 1990-х годов в Пунаауйя произошел крупный демографический бум. Судя по переписи 2017 года его население составляло 28 103 человека, что делает его второй по численности населения коммуной во Французской Полинезии.